# Goossensia
Goossensia es un género de hongo basidiomicetos de la familia Cantharellaceae, es monotípico, su única especie es Goossensia cibarioides.

## Localización
África, República Democrática del Congo. 